# Birmingham Bowl 2020
Match précédent Match suivant
Le Birmingham Bowl 2020 est un match de football américain de niveau universitaire joué après la saison régulière de 2019, le 2 janvier 2020 au Legion Field de Birmingham dans l'État de l'Alabama aux États-Unis.
Il s'agit de la 14e édition du Birmingham Bowl.
Le match met en présence l'équipe des Eagles de Boston College issue de la Atlantic Coast Conference et l'équipe des Bearcats de Cincinnati issue de la American Athletic Conference.
Sponsorisé par la société TicketSmarter, le match est officiellement dénommé le TicketSmarter Birmingham Bowl 2020.
Il débute à 21 heures locales et est retransmis à la télévision par ESPN. Néanmoins, après 7 m 05 de jeu (score de 0 à 0), le match est arrêté provisoirement à la suite des mauvaises conditions météorologiques (orage et éclairs). C'est le deuxième bowl consécutif joué par Boston College qui est affecté par la météo puisque le First Responder Bowl 2018, où ils auraient dû affronter les Broncos de Boise State, fut annulé en cause du mauvais temps.
Le match reprend après une interruption de 90 minutes soit à 16 h 55 locales.
Cincinnati gagne le match sur le score de 38 à 6.

## Présentation du match
| Équipes                                                                                                | Conférences | Entraîneurs                 | Stats. saison rég. | Classements avant le bowl | Classements avant le bowl | Classements avant le bowl |
| --- | ----------- | --------------------------- | ------------------ | ------------------------- | ------------------------- | ------------------------- |
| Équipes                                                                                                | Conférences | Entraîneurs                 | Stats. saison rég. | CFP                       | AP                        | Coaches                   |
| Eagles de Boston College                                                                               | ACC         | Rich Gunnell (en) (intérim) | 60 - 06            | NC                        | NC                        | NC                        |
| Bearcats de Cincinnati                                                                                 | AAC         | Luke Fickell (en)           | 10 - 03            | #21                       | #23                       | #22                       |
| - Arbitre : Greg Sujack (MAC). - Équipe donnée favorite par les bookmakers : Cincinnati par 6½ points. |             |                             |                    |                           |                           |                           |

Il s'agit de la 8e première rencontre entre ces deux équipes, Boston College menant les statistiques avec 4 victoires pour 3 à Cincinnati.

### Eagles de Boston College
Avec un bilan global en saison régulière de 6 victoires et 6 défaites (4-4 en matchs de conférence), Boston College est éligible et accepte l'invitation pour participer au Birmingham Bowl de 2020.
Ils terminent 5e de l'Atlantic Division de la Atlantic Coast Conference derrière #3 Clemson, Louisville, Wake Forest et Florida State. À l'issue de la saison 2019, ils n'apparaissent pas dans les classements CFP, AP et Coaches.
C'est leur première apparition au Birmingham Bowl.
| Postes      | Joueurs       | Statistiques                                                    |
| ----------- | ------------- | --------------------------------------------------------------- |
| Quarterback | Anthony Brown | 81/137 passes réussies pour 1 250 yards, 9 TDs, 2 interceptions |
| Coureur     | A.J. Dillon   | 318 courses pour 1 685 yards nets gagnés et 14 TDs              |
| Receveur    | Hunter Long   | 26 réceptions pour 464 yards et 2 TDs                           |

### Bearcats de Cincinnati
Avec un bilan global en saison régulière de 10 victoires et 2 défaites (7-0 en matchs de conférence), Cincinnati est éligible et accepte l'invitation pour participer au Birmingham Bowl de 2019.
Ils terminent 1er de la East Division de la American Athletic Conference. Ils perdent ensuite la finale de conférence 29 à 24 contre Memphis. À l'issue de la saison 2019 (bowl non compris), ils seront classés #21 au classement CFP, #23 au classement APet #22 au classement Coaches.

C'est leur 2e participation au Birmingham Bowl.
| Date            | Saison | Vainqueur                     | Score   | Finaliste                            |
| --------------- | ------ | ----------------------------- | ------- | ------------------------------------ |
| 2 décembre 2007 | 2007   | Bearcats de Cincinnati (10-3) | 31 - 21 | Golden Eagles de Southern Miss (7-6) |

| Postes      | Joueurs           | Statistiques                                                      |
| ----------- | ----------------- | ----------------------------------------------------------------- |
| Quarterback | Desmond Ridder    | 165/301 passes réussies pour 2 069 yards, 17 TDs, 9 interceptions |
| Coureur     | Michael Warren II | 240 courses pour 1 160 yards nets gagnés et 14 TDs                |
| Receveur    | Alec Pierce       | 34 réceptions pour 621 yards et 2 TDs                             |

## Résumé du match
Début du match à  14 h 24 locales, arrêté après 7 m 05 de jeu (score de 0 à 0), reprise à  16 h 55 locales, températures de 10 °C, vent de S de 14 km/h, pluvieux.
| QT            | Temps         | Drive         | Drive         | Drive         | Équipe        | Description de l'action | Score | Score |
| ------------- | ------------- | ------------- | ------------- | ------------- | ------------- | --- | ----- | ----- |
| QT            | Temps         | Jeux          | Yards         | TDP           | Équipe        | Description de l'action | BC    | CIN   |
| 1             | 01:26         | 10            | 79            | 03:45         | CIN           | TD à la suite d'une course de 13 yards par QB Desmond Ridder + 1 point de conversion par K Sam Crosa                                                                                                | —     | 7     |
|               |               |               |               |               |               | |       |       |
| 2             | 08:20         | 16            | 63            | 06:31         | CIN           | FG de 32 yards par K Sam Crosa | —     | 10    |
| 2             | 07:05         | 1             | 19            | 00:06         | CIN           | TD de 14 yards à la suite d'une course de QB Desmond Ridder + 1 point de conversion par K Sam Crosa                                                                                                 | —     | 17    |
|               |               |               |               |               |               | |       |       |
| 3             | 09:02         | 12            | 75            | 05:58         | CIN           | TD de 8 yards à la suite d'une passe de QB Desmond Ridder réceptionnée par WR Malick Mbodj + 1 point de conversion par K Sam Crosa                                                                  | —     | 24    |
| 3             | 04:56         | 8             | 42            | 02:59         | BC            | TD de 67 yards à la suite d'une tentative de FG adverse de 43 yards, bloqué par DB Mike Palmer et retourné par DB Brandon Sebastian - la tentative de conversion à deux points par une passe échoue | 6     | —     |
|               |               |               |               |               |               | |       |       |
| 4             | 13:06         | 12            | 65            | 06:50         | CIN           | TD de 13 yards à la suite d'une course de QB Desmond Ridder + 1 point de conversion par K Sam Crosa                                                                                                 | —     | 31    |
| 4             | 00:39         | 12            | 63            | 05:13         | CIN           | TD à la suite d'une course de 1 yard par RB Ryan Montgomery + 1 point de conversion par K Sam Crosa                                                                                                 | —     | 38    |
| Score final : | Score final : | Score final : | Score final : | Score final : | Score final : | Score final : | 6     | 38    |

## Statistiques
| Nom            | Équipe     | Poste |
| -------------- | ---------- | ----- |
| Desmond Ridder | Cincinnati | QB    |

| Statistiques                           | Eagles de Boston College                               | Bearcats de Cincinnati                                  |
| -------------------------------------- | ------------------------------------------------------ | ------------------------------------------------------- |
| 1er down                               | 8                                                      | 33                                                      |
| 1er down à la course                   | 5                                                      | 26                                                      |
| 1er down à la passe                    | 3                                                      | 7                                                       |
| 1er down suite pénalité                | 0                                                      | 0                                                       |
| Conversion de 3e down                  | 0/11                                                   | 11/19                                                   |
| Conversion de 4e down                  | 0/1                                                    | 2/2                                                     |
| Jeux–yards                             | 47 jeux pour 164 yards                                 | 91 jeux pour 459 yards                                  |
| Yards à la course                      | 28 courses pour 77 yards (moyenne de 2,8 yards/course) | 60 courses pour 343 yards (moyenne de 5,7 yards/course) |
| Yards à la passe                       | 87                                                     | 116                                                     |
| Passes : Réussies-Tentées-Interceptées | 8/19 passes complétées, 0 interception                 | 17/31 passes complétées, 0 interception                 |
| Réussite en zone rouge/chances         | 0/1                                                    | 6/6                                                     |
| TD                                     | 1                                                      | 5                                                       |
| Field Goals                            | 0/1                                                    | 1/2                                                     |
| Sacks (Nombre-Yards)                   | 3 pour 30 yards adverses perdus                        | 2 pour 22 yards adverses perdus                         |
| Fumbles (Nombre/Perdus)                | 2/1                                                    | 0/0                                                     |
| Pénalités (Nombre/Yards perdus)        | 4 pour 30 yards perdus                                 | 2 pour 5 yards perdus                                   |
| Temps de possession                    | 18:31                                                  | 41:29                                                   |

| Eagles de Boston College |                  |                                                                                                |
| Quarterback              | Dennis Grosel    | 8/17 passes complétées, 87 yards, 0 interception, 0 TD, 2 sacks subis, évaluation QB de 90     |
| Meilleur coureur         | David Bailey     | 8 courses pour 28 yards nets gagnés, 0 TD, moyenne de 3,5 yards/course                         |
| Meilleur receveur        | Hunter Long      | 2/2 réceptions pour 45 yards gagnés, 0 TD                                                      |
| Meilleur tackler         | Isaiah MacDuffie | 10 tacles dont 8 en solo, 1 TFL (2 yards)                                                      |
| Bearcats de Cincinnati   |                  |                                                                                                |
| Quarterback              | Desmond Ridder   | 14/24 passes complétées, 95 yards, 0 interception, 1 TD, 3 sacks subis, évaluation QB de 105,3 |
| Meilleur coureur         | Michael Warren   | 21 courses pour 105 yards nets gagnés, 0 TD, moyenne de 5 yards/course                         |
| Meilleur receveur        | Jayshon Jackson  | 2/3 réceptions pour 33 yards gagnés, 0 TD                                                      |
| Meilleur tackler         | Perry Young      | 4 tacles en solo, 1 quarterback hit                                                            |